# 白底玉螺
白底玉螺（学名：Natica lacteobasis），是异足目玉螺科玉螺属的一种。主要分布于台湾，常栖息在300－400米深海底。